# Swiss Market Index
El SMI (abreviatura de Swiss Market Index, al español "Índice del mercado suizo") es un índice bursátil de mercados de acciones que reagrupa a los 20 valores principales (blue chips) del mercado suizo que cotizan en la Bolsa de Zúrich.
El índice se calcula con una ponderación simple de la capitalización flotante (capitalización total - acciones inscritas) de estos valores divididas por el divisor.
El índice cubre aprox. el 90% de la capitalización bursátil. Los tres valores con mayor capitalización del mercado: Nestlé (alimentación), Novartis (farmacéutica) y Hoffmann-La Roche (farmacéutica) representaban en 2009 el 60% del índice. 

## Componentes del SMI
A 13 de junio de 2023, las siguientes 20 empresas conforman el índice SMI.
| Rango | Nombre                            | Industria                  | Tícker | Cantón         | Peso en % |
| ----- | --------------------------------- | -------------------------- | ------ | -------------- | --------- |
| 1     | Nestlé SA                         | Alimentación               | NESN   | Vaud           | 19        |
| 2     | Roche Holding AG                  | Farmacéutica               | ROG    | Basilea        | 17        |
| 3     | Novartis International AG         | Farmacéutica               | NOVN   | Basilea        | 17        |
| 4     | Compagnie Financière Richemont SA | Artículos de lujo          | CFR    | Ginebra        | 7         |
| 5     | Zurich Insurance Group AG         | Seguros                    | ZURN   | Zúrich         | 6         |
| 6     | UBS Group AG                      | Banca                      | UBSG   | Zúrich/Basilea | 5         |
| 7     | ABB Ltd                           | Equipo eléctrico           | ABBN   | Zúrich         | 4         |
| 8     | Lonza Group AG                    | Química                    | LONN   | Basilea        | 4         |
| 9     | Sika AG                           | Química                    | SIKA   | Zug            | 3         |
| 10    | Alcon Inc                         | Farmacéutica               | ALC    | Friburgo       | 3         |
| 11    | Givaudan SA                       | Química                    | GIVN   | Ginebra        | 3         |
| 12    | Holcim Limited                    | Materiales de construcción | HOLN   | San Galo       | 2         |
| 13    | Swisscom AG                       | Telecomunicaciones         | SCMN   | Berna          | 2         |
| 14    | Partners Group Holding AG         | Inversión                  | PGHN   | Zug            | 2         |
| 15    | Swiss Reinsurance Company Ltd     | Seguros                    | SREN   | Zúrich         | 2         |
| 16    | Sonova                            | Ingeniería sanitaria       | SOON   | Zúrich         | 2         |
| 17    | Geberit AG                        | Ingeniería sanitaria       | GEBN   | San Galo       | 2         |
| 18    | Swiss Life Holding AG             | Seguros                    | SLHN   | Zúrich         | 1         |
| 19    | Logitech International SA         | Informática                | LOGN   | Vaud           | 1         |
| 20    | Kuehne + Nagel                    | Logística                  | KNIN   | Schwyz         | 1         |